# Волотынь (Гродненская область)
Волотынь (бел. Валотынь) — деревня в Берестовицком районе Гродненской области Беларуси. Входит в состав Эйсмонтовского сельсовета.

## География
Деревня находится в западной части Гродненской области, к югу от автодороги Н-6012, на расстоянии приблизительно 15 километров (по прямой) к северо-востоку от городского посёлка Большая Берестовица, административного центра района. Абсолютная высота — 130 метров над уровнем моря. Площадь населённого пункта — 0,2068 км².

## История
По состоянию на 1905 год, в Волотыно проживало 397 человек. В административном отношении деревня входила в состав Богородицкой волости Гродненского уезда Гродненской губернии.
Согласно Рижскому мирному договору (1921), деревня вошла в состав межвоенной Польши. Входила в состав гмины Вельке-Эйсымонты Гродненского повета Белостокского воеводства. В 1921 году числилось 228 жителей, проживавших в 29 домах. В этническом составе населения того периода белорусы составляли 88,6 %, поляки — 11,4 %. В конфессиональном составе населения преобладали православные христиане (89,9 %) и католики (10,1 %).
С 1939 года в БССР.

## Население
По данным переписи 2019 года, в деревне проживало 37 человек.
| Год  | Население, человек |
| ---- | ------------------ |
| 1905 | 397                |
| 1921 | ↘ 228              |
| 2009 | ↘ 57               |
| 2019 | ↘ 37               |